# کریستال اسپرینگز (داکوتای شمالی)
کریستال اسپرینگز (به انگلیسی: Crystal Springs) یک منطقهٔ مسکونی در ایالات متحده آمریکا است که در شهرستان کیدر، داکوتای شمالی واقع شده‌است. کریستال اسپرینگز ۵۵۹٫۰۱ متر بالاتر از سطح دریا واقع شده‌است.